# Paralelo 39 norte
El paralelo 39 norte es un paralelo situado a 39 grados al norte del ecuador terrestre. Atraviesa Europa, el mar Mediterráneo, Asia, el océano Pacífico, América del Norte y el océano Atlántico .
En esta latitud el Sol es visible durante 14 horas y 54 minutos en el solsticio de verano y durante 9 horas y 26 minutos en el solsticio de invierno.
La luminosidad del día, a lo largo del paralelo 39, norte cae por debajo de las 10 horas diarias a partir del 18 de noviembre y vuelve a superar las diez horas diarias desde el 24 de enero. El crecimiento de cultivos y de plantas se ralentiza considerablemente durante esta época debido a la escasez de luz solar.
En los Estados Unidos, el límite oriental del estado de California se definió siguiendo el meridiano 120 oeste sur desde el paralelo 42 norte hasta su intersección con el paralelo 39 norte, más allá del cual sigue una línea diagonal hasta el río Colorado donde cruza el paralelo 35 norte.

## Alrededor del mundo
Partiendo del meridiano cero, y en dirección este, el paralelo 39° norte pasa por:
| Coordenadas                        | País, territorio o mar | Notas |
| ---------------------------------- | ---------------------- | --- |
| 39°0′N 0°0′E / 39.000, 0.000       | Mar Mediterráneo       | |
| 39°0′N 1°17′E / 39.000, 1.283      | España                 | Island of Ibiza |
| 39°0′N 1°35′E / 39.000, 1.583      | Mar Mediterráneo       | Pasa justo al sur de la Cabrera, España |
| 39°0′N 8°23′E / 39.000, 8.383      | Italia                 | Islas de Sant'Antioco y Cerdeña |
| 39°0′N 9°1′E / 39.000, 9.017       | Mar Mediterráneo       | Mar Tirreno - pasa justo al norte de la isla de Estrómboli, Italia |
| 39°0′N 16°8′E / 39.000, 16.133     | Italia                 | |
| 39°0′N 17°10′E / 39.000, 17.167    | Mar Mediterráneo       | Mar Jónico |
| 39°0′N 20°42′E / 39.000, 20.700    | Grecia                 | Territorio e isla de Eubea |
| 39°0′N 23°22′E / 39.000, 23.367    | Mar Egeo               | Pasa justo al norte de la isla de Esciros, Grecia |
| 39°0′N 26°17′E / 39.000, 26.283    | Grecia                 | Isla de Lesbos |
| 39°0′N 26°32′E / 39.000, 26.533    | Mar Egeo               | |
| 39°0′N 26°48′E / 39.000, 26.800    | Turquía                | |
| 39°0′N 44°11′E / 39.000, 44.183    | Irán                   | |
| 39°0′N 45°26′E / 39.000, 45.433    | Azerbaiyán             | Exclave de Nakhchivan |
| 39°0′N 46°6′E / 39.000, 46.100     | Armenia                | |
| 39°0′N 46°31′E / 39.000, 46.517    | Azerbaiyán             | |
| 39°0′N 46°41′E / 39.000, 46.683    | Irán                   | |
| 39°0′N 48°21′E / 39.000, 48.350    | Azerbaiyán             | |
| 39°0′N 49°11′E / 39.000, 49.183    | Mar Caspio             | |
| 39°0′N 53°2′E / 39.000, 53.033     | Turkmenistán           | Isla de Ogurja Ada |
| 39°0′N 53°3′E / 39.000, 53.050     | Mar Caspio             | |
| 39°0′N 53°53′E / 39.000, 53.883    | Turkmenistán           | Pasa justo al sur de Türkmenabat |
| 39°0′N 64°6′E / 39.000, 64.100     | Uzbekistán             | |
| 39°0′N 68°7′E / 39.000, 68.117     | Tayikistán             | |
| 39°0′N 73°49′E / 39.000, 73.817    | China                  | Xinjiang Qinghai Gansu Qinghai Gansu Qinghai (durante cerca de 7 km) Gansu (durante cerca de 30 km) Qinghai (durante cerca de 17 km) Gansu Mongolia Interior (durante cerca de 16 km) Gansu (durante cerca de 6 km) Mongolia Interior Gansu Mongolia Interior Ningxia Mongolia Interior Shaanxi Shanxi Hebei Tianjin (justo al sur del centro de la ciudad) |
| 39°0′N 117°46′E / 39.000, 117.767  | Mar Amarillo           | Golfo de Bohai |
| 39°0′N 121°19′E / 39.000, 121.317  | China                  | Liaoning (Península de Liaodong) — pasa justo al norte de Dalian |
| 39°0′N 121°51′E / 39.000, 121.850  | Mar Amarillo           | Pasa justo al sur de la isla de Zhangzi y la isla de Haiyang |
| 39°0′N 125°12′E / 39.000, 125.200  | Corea del Norte        | Provincia de P'yŏngan del Sur Atravesando Pyongyang-Taedong Provincia de P'yŏngan del Sur Provincia de Gangwon - Pasa justo al sur de Wonsan |
| 39°0′N 127°50′E / 39.000, 127.833  | Mar del Japón          | |
| 39°0′N 139°51′E / 39.000, 139.850  | Japón                  | Island of Honshū: — Prefectura de Yamagata — Prefectura de Akita — Prefectura de Iwate — Prefectura de Miyagi − durante cerca de 1 km — Prefectura de Iwate |
| 39°0′N 141°44′E / 39.000, 141.733  | Océano Pacífico        | |
| 39°0′N 123°42′O / 39.000, -123.700 | Estados Unidos         | California Nevada - atravesando el Parque nacional de la Gran Cuenca Utah Colorado - pasa justo al sur de Grand Junction Kansas - pasa justo al sur de Topeka Missouri - pasa justo al sur de Kansas City Illinois Indiana Kentucky Ohio - pasa justo al sur de Cincinnati West Virginia Virginia Maryland - a menos de una milla al norte del Distrito de Columbia a 39°0′N 77°2′O / 39.000, -77.033; atravesando el puente de la Bahía de Chesapeake a 39°0′N 76°22′O / 39.000, -76.367 Delaware |
| 39°0′N 75°20′O / 39.000, -75.333   | Bahía de Delaware      | |
| 39°0′N 74°57′O / 39.000, -74.950   | Estados Unidos         | New Jersey - atravesando el aeropuerto de Cape May |
| 39°0′N 74°47′O / 39.000, -74.783   | Océano Atlántico       | Pasa entre la Isla Graciosa (casi cruzando su límite meridional) y la Isla de San Jorge, Azores, Portugal |
| 39°0′N 9°25′O / 39.000, -9.417     | Portugal               | Pasa cerca de 30km al norte de Lisboa |
| 39°0′N 6°58′O / 39.000, -6.967     | España                 | Atravesando Ciudad Real y Albacete |
| 39°0′N 0°9′O / 39.000, -0.150      | Mar Mediterráneo       | |